# دنيس روبرتسون
دنيس روبرتسون (بالإنجليزية: Dennis Robertson)‏ هو سياسي بريطاني، ولد في 14 أغسطس 1956 في المملكة المتحدة. حزبياً، نشط في الحزب القومي الاسكتلندي. في الانتخابات النيابية العمومية الاسكتلندية 2011 ‏، انتخب عضو البرلمان الاسكتلندي الرابع ‏ عن دائرة Aberdeenshire West (Scottish Parliament constituency) ‏ وقد انضم خلال فترته النيابية ‏ (5 مايو 2011 – 24 مارس 2016)  للكتلة البرلمانية الحزب القومي الاسكتلندي.